# Fauna
Fauna kan ha flera betydelser: 

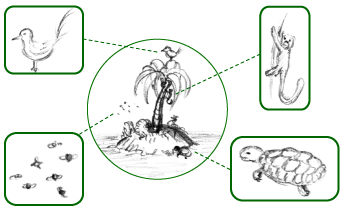
Fauna

- Alla inom ett område eller en period förekommande djurarter.
- Alla djurindivider inom ett område.
- Förteckning och beskrivning av fauna'
- Gudinnan Fauna i romersk mytologi